# Entrevennes
Entrevennes é uma comuna francesa na região administrativa da Provença-Alpes-Costa Azul, no departamento dos Alpes da Alta Provença. Estende-se por uma área de 29,81 km². Em 2010 a comuna tinha 173 habitantes (densidade: 5,8 hab./km²).